# Krystyna Bochenek
Krystyna Maria Bochenek, née Neuman le 30 juin 1953 à Katowice et morte le 10 avril 2010 à Smolensk, est une personnalité politique polonaise, également écrivaine et journaliste. 
Elle est vice-présidente du Sénat de Pologne de 2007 à 2010, où elle représente le parti de la Plate-forme civique (Platforma Obywatelska).

## Biographie
Participante à la commémoration du massacre de Katyń, elle est à bord du Tupolev Tu-154 qui s'écrase lors de l'atterrissage à la base aérienne de Smolensk en Russie, le 10 avril 2010. Outre Krystyna Bochenek, l'avion transporte avec le Président de la Pologne Lech Kaczynski, son épouse Maria et de nombreuses autres personnalités de la vie politique, économique et militaire polonaise. Les 96 passagers sont tués.

## Référence
1. ↑  « L'État polonais décapité dans le crash de l'avion présidentiel », sur ladepeche.fr (consulté le 2 août 2016)